# Traductores Sin Fronteras
Traductores Sin Fronteras (TWB, por sus siglas en inglés) es una organización sin ánimo de lucro creada para proporcionar servicios de traducción para organizaciones humanitarias sin ánimos de lucro. Se fundó en el 2010 como una organización hermana de Traducteurs Sans Frontières, creada a su vez en 1993 por Lori Thicke y Ros Smith-Thomas, de Lexcelera. Al año 2012 contaba con 1600 traductores voluntarios. Esta organización busca cerrar la brecha idiomática que obstaculiza los esfuerzos humanitarios conectando a las organizaciones humanitarias sin ánimo de lucro con una comunidad de traductores profesionales voluntarios, construyendo un equipo de traducción a la lengua a nivel local y generando concientización a nivel mundial sobre las barreras idiomáticas.
La organización proporciona servicios a organizaciones humanitarias sin ánimo de lucro en necesidad de contenido traducido. Algunas de ellas son: Médicos Sin Fronteras, Médicos del Mundo, Unicef, Oxfam y Handicap Internacional. Algunos ejemplos de la información traducida por Traductores Sin Fronteras incluyen informes, información vital sobre salud y material de respuesta para crisis para las organizaciones que responden a emergencias alrededor del mundo, como las de Burundi, Liberia y Grecia. La organización traduce más de 10 millones de palabras por año. Según su sitio web, Traductores Sin Fronteras ha donado más de 50 millones de palabras traducidas a organizaciones sin ánimos de lucro.

## El trabajo con traductores

### Plataforma de traducción de Traductores Sin Fronteras
ProZ.com creó una plataforma de traducción automatizada en línea para Traductores Sin Fronteras en mayo de 2011. Este centro de traducción fue apodado como el espacio de trabajo de los Traductores Sin Fronteras. Los proyectos sin ánimos de lucro aprobados publican sus proyectos de traducción allí y los traductores voluntarios de los toman según donde deseen aportar.[cita requerida]
El uso del espacio de trabajo aumentó bastante la productividad de Traductores Sin Fronteras. Cuando los proyectos se manejaban manualmente, TWB traducía 29 proyectos, con 37,000 palabras de texto, en siete pares de lenguas, para nueve organizaciones diferentes. En enero de 2012, siete meses después de que se tuviera completado el espacio de trabajo, traducían 183 proyectos, con 280,000 palabras, en 25 pares de lenguas, para 24 organizaciones. En 2015 Traductores Sin Fronteras informó haber entregado más de 7 millones de palabras traducidas, repartidas en 780 proyectos de 214 organizaciones de ayuda. A inicios de 2017, TWB actualizó su plataforma de traducción para añadir tecnología de traducción asistida por máquinas y memoria de traducción. La plataforma mejorada se denominó Kató. En junio de 2017 Traductores Sin Fronteras se fusionó con la Fundación Rosetta, una organización sin ánimo de lucro registrada en Irlanda que trabaja para reducir la pobreza, apoyar a la salud, desarrollar la educación y promover la justicia a través de acceso igualitario a la información y el conocimiento en todas las lenguas del mundo.

### Voluntarios
TWB acepta postulaciones de personas que hablen al menos una lengua de forma fluida además de su lengua nativa. El objetivo es que los traductores profesionales se postulen. Las postulaciones las procesan rápidamente para traductores certificados por la Asociación Estadounidense de Traductores (ATA), en Lionbridge, certificados como PRO en ProZ.com o con una calificación MITI del Instituto de Traducción e Interpretación del Reino Unido. Estos postulantes reciben credenciales para unirse a los Traductores Sin Fronteras. Desde la fusión con la Fundación Rosetta a mediados del 2017, la comunidad de voluntarios es ahora más grande y cuenta con aproximadamente 26 000 profesionales de lenguas.

## Proyectos

### Proyecto "Words of Relief" (WoR)

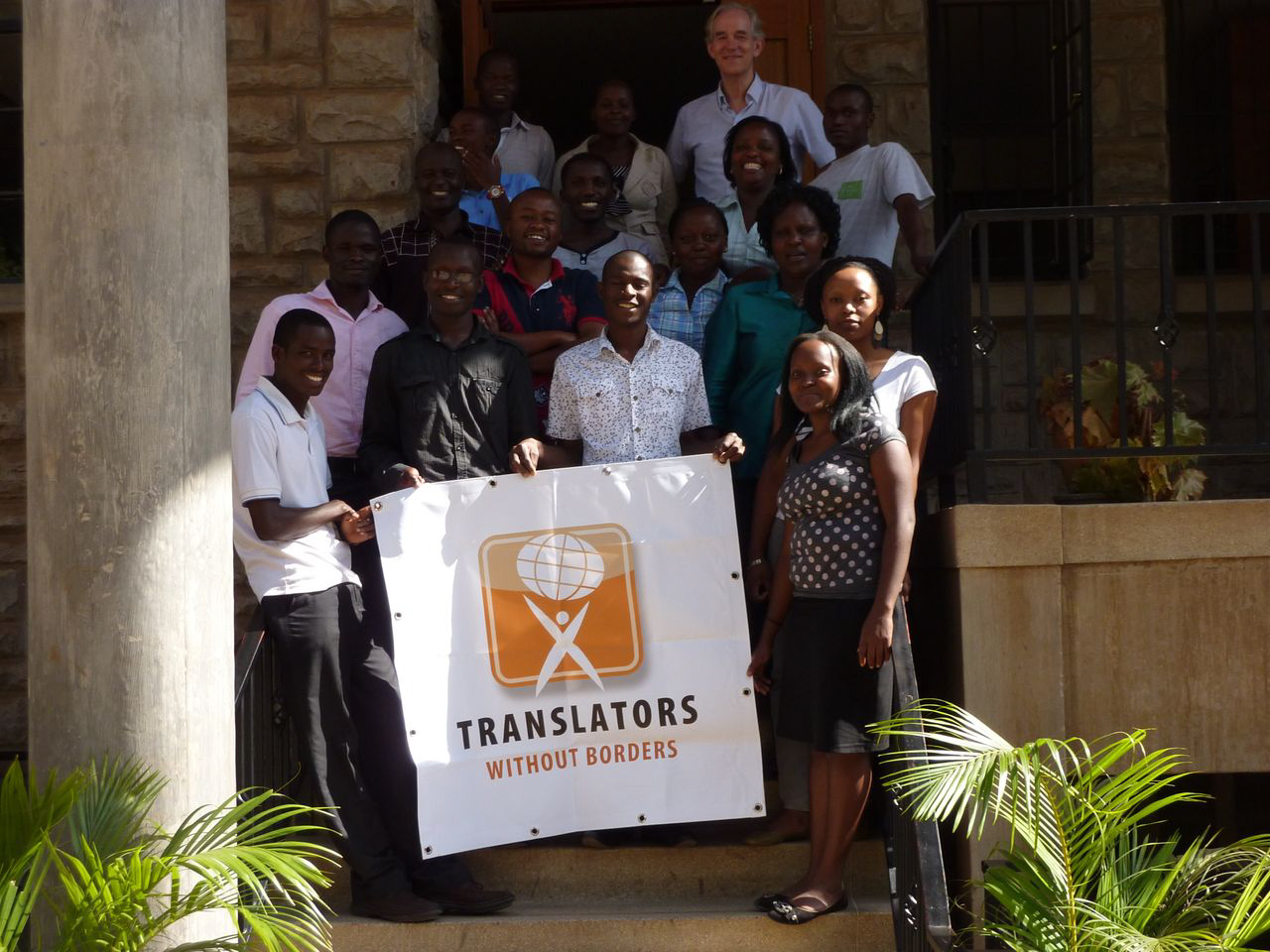
Voluntarios para el proyecto Words of Relief

Words of Relief (WoR) es una red de traducción de apoyo en crisis que pretende mejorar las comunicaciones entre los trabajadores de respuestas humanitarias y la población afectada que no hablan el mismo idioma. Words of Relief trabaja en eliminar las barreras idiomáticas que pueden impedir que el trabajo de los esfuerzos de apoyo durante y después de una crisis mediante lo siguiente:
- Traducir mensajes clave sobre desastres y crisis claves a las lenguas pertinentes y diseminarlos abiertamente antes de que las crisis ocurran.
- Crear una red de traductores entrecruzada que pueda traducir desde lenguas mundiales a las lenguas regionales y que están entrenados para asistir de inmediato.
- Crear una aplicación, tanto en línea como para móviles, alimentada por los usuarios para conectar al equipo de traducción con los trabajadores de ayuda y quienes recaban datos que necesiten ayuda inmediata (llamada Words of Relief Digital Exchange - WoRDE).[11]

Words of Relief se puso a prueba entre enero de 2014 y mayo de 2015 en Nairobi, Kenia, y se concentró en suajili y en somalí. Se tradujeron aproximadamente 475 000 palabras sobre contenido de alivio de crisis de varias fuentes, incluido el catálogo de mensajes de Infoasaid.[cita requerida]
El modelo de Words of Relief se ha desplegado para responder a varias crisis en todo el mundo, incluida la emergencia del virus del ébola en el oeste africano y el terremoto de Nepal. Los equipos de respuesta rápida en árabe, persa, griego, kurdo y urdu actualmente proporcionan traducciones rápidas para organizaciones de ayuda a lo largo de la ruta de refugiados en Europa. Equipos de profesionales voluntarios trabajan con socios para traducir información en centros de recepción y transporte, señalización para los centros e información sobre la salud.
Words of Relief depende de una aplicación, tanto en línea como para móviles, alimentada por los usuarios, llamada Words of Relief Digital Exchange (WoRDE). La plataforma fue lanzada en 2014 y conecta a los equipos de traducción de respuesta rápida con los trabajadores de ayuda para hacer traducciones en crisis de inicio repentino.
Words of Relief Digital Exchange (WoRDE) es apoyado por el Fondo de Innovación Humanitaria (HIF), un programa dirigido por ELRHA. Words of Relief Digital Exchange es financiada por "Technology for Good" de Microsoft.

### Información en el idioma adecuado
Se realizó un estudio de impacto para medir la comprensibilidad de los carteles de información en inglés comparados con carteles traducidos a suajili, y demostró que hay una diferencia muy clara en los niveles de comprensión a favor de los carteles traducidos al suajili. Inicialmente, solo el ocho por ciento de los encuestados contestaron correctamente preguntas sencillas sobre la enfermedad. Cuando los encuestados recibían datos simples sobre la enfermedad en inglés, las respuestas correctas aumentaban al 16%. Pero cuando se daba esta información en suajili, los encuestados lograban un 92% de respuestas correctas.[cita requerida]

### El proyecto HealthPhone
Uno de los proyectos de Traductores Sin Fronteras es en sociedad con la Mother and Child Health and Education Trust en la India. HealthPhone, fundado y creado por Nand Wadhwani, crea vídeos de salud que se descargan en teléfonos en toda la India y en otros países. Los vídeos abordan asuntos de salud, como el amamantamiento, la desnutrición, el cuidado postnatal y la atención del recién nacido, entre otros.
A través de los traductores, se hace subtitulaje de vídeos de modo tal que los habitantes de la India (y en África) que no hablan la lengua de origen o que no la lean puedan aprender de los vídeos. Se han traducido los videos a aproximadamente 10 lenguas de la India, al suajili y al español.[cita requerida]

### Simple Words for Health (Palabras sencillas para salud)
Simple Words for Health (SWFH), un recurso de terminología médica simplificada, arrancó en 2014. Se trata de una base de datos de 12.000 términos médicos esenciales que simplificaron y tradujeron a más de 40 lenguas un grupo de doctores calificados y traductores médicos entrenados.[cita requerida]

### Wikipedia
En 2011, Traductores Sin Fronteras empezó un esfuerzo colaborativo para traducir artículos médicos claves de la Wikipedia inglesa a otras lenguas. El wikiproyecto Medicine Translation Task Force primero mejoró los ocho artículos médicos que consideraron esenciales a nivel WP:GA o WP:FA. Los artículos se mejoran, se traducen al inglés simplificado con base en reglas de contenido (existe un sitio de Wikipedia en inglés simplificado) y se establece una meta de más de 100 idiomas. Finalmente, se espera que los artículos se traduzcan a las 285 lenguas en las que existe Wikipedia. Se calcula que este proceso tardará varios años.
Todos el contenido se encuentra disponible a través de redes móviles y algunos contenidos sin cargos de datos a través de socios móviles de Wikipedia como Telnor, Orange y STC en África, en el sudeste asiático y en el Medio Oriente. Muchos de los artículos se encuentran disponibles en la Wikipedia hablada. Algunos de estos artículos se encuentran también pendientes de publicación en revistas médicas generales de acceso abierto.[cita requerida]

### Centro de entrenamiento en Kenia
En abril de 2012, Traductores Sin Fronteras abrió su primer centro de traducción sobre salud en Nairobi. En el centro, localizado en Nairobi, Kenia, se entrena a los nuevos traductores para que trabajen en kiswahili, así como en muchas de las otras 42 lenguas habladas en Kenia. Desde que se inauguró el centro en el 2012, se ofrece entrenamiento básico en traducción a más de 250 personas. Este proyecto se enfoca en la traducción a suajili de información sobre salud suajili.
El propósito del centro de traducción sobre salud es realizar un entrenamiento intensivo a los habitantes kenianos para que sean traductores profesionales. Estos traductores auxilian en el proceso de difundir la información de salud en suajili. Se les invita al centro de entrenamiento debido a sus conocimientos de idiomas o salud.[cita requerida]

## Administración
Traductores Sin Fronteras tiene una mesa de directores. Las operaciones diarias son gestionadas por un equipo que reporta a un director ejecutivo y al personal de administración sénior.[cita requerida]

### Menciones de la prensa
- "Translators fight the fatal effects of the language gap" The Guardian, 11 de abril de 2012
- "Leveraging the Web to Overcome Challenges in the Developing World", EContent Magazine, 5 de julio de 2012
- "Translating Health Content Without Borders", Global Voices, 30 de agosto de 2012
- "Editing Wikipedia Pages for Med School Credit" The New York Times, 29 de septiembre de 2013
- "Should I be getting health information from Wikipedia", The Atlantic, 1 de octubre de 2013
- Quest to Spread Dignity, Born in Calcutta, The Global Calcuttan, 1 de julio de 2015
- "Translators without Borders Take on Ebola", The BBC World Service Radio
- "Lesbos: Online Volunteers Bridge Language Gap Archivado el 22 de abril de 2016 en Wayback Machine.", News Deeply, marzo de 2016
- "Content and Crisis: Translators without Borders Archivado el 20 de abril de 2016 en Wayback Machine.", The Content Wrangler, abril de 2016
- "Making sure refugees aren't lost in translation - with one simple app Archivado el 6 de febrero de 2017 en Wayback Machine.", UNHCR Innovation, 19 de abril de 2016
- "Making effective communication a priority in humanitarian relief efforts (enlace roto disponible en Internet Archive; véase el historial, la primera versión y la última).", The Content Wrangler, 15 de mayo de 2016
- Humanitarian Innovation Fund Blog: Translators without Borders
- Breaking Down Linguistic Barriers with Words of Relief
- Making Transkation a Priority for Humanitarian Response
- Ebola Video Has Potential Aidience of 400 Million Africans
- Translators without Borders Receives Grant from Microsoft Archivado el 26 de julio de 2014 en Wayback Machine.
- Microsoft Grants Three Nonprofits Cash, Software and Services for Technology Innovation

- Datos: Q3110900
- Multimedia: Translators Without Borders / Q3110900